# Tarzan (phim 1999)
Tarzan là bộ phim hoạt hình Mỹ năm 1999 phỏng theo tác phẩm nổi tiếng Tarzan of the Apes của Edgar Rice Burroughs, do Walt Disney Pictures sản xuất.

## Cốt truyện
Vào lúc chạng vạng của thế kỷ 18, một cặp vợ chồng người Anh và đứa con trai sơ sinh của họ bị mắc kẹt ở Châu Phi Xích đạo sau khi con tàu của họ bị chìm. Họ xây một ngôi nhà trên cây để tìm nơi trú ẩn cho đến khi một con báo săn mồi giết chết cặp vợ chồng, vô tình khiến đứa trẻ sơ sinh sống sót. Một con khỉ đột cái tên Kala, người có đứa con riêng đã chết trong cuộc phục kích của con báo, đến thăm ngôi nhà trên cây và tìm thấy đứa trẻ mồ côi. Con báo quay trở lại, nhưng Kala đã trốn thoát bằng chính sức lực của mình cùng với đứa trẻ mồ côi. Kala dự định nhận nuôi đứa trẻ mồ côi và giới thiệu nó với các động vật khác trong rừng, nhưng Kerchak, thủ lĩnh của đàn khỉ đột, không hài lòng với ý tưởng này. Kerchak có những suy nghĩ khác và cho phép Kala giữ đứa trẻ mồ côi trong thời gian này.
Đứa trẻ mồ côi được đặt tên là Tarzan và được nuôi dưỡng như một đứa trẻ hoang dã trong thế giới động vật. Tarzan thường bị khinh miệt vì vóc dáng của anh ta khác hẳn với tất cả những con vật săn đón anh ta. Tarzan không ngừng rèn luyện để chứng tỏ bản thân, và khi anh trưởng thành, con báo đã giết cha mẹ anh cuối cùng cũng quay trở lại. Tarzan đấu tay đôi với con báo để trả thù cho cha mẹ đã khuất của mình và cuối cùng giành chiến thắng khi dùng giáo đâm chết con báo.
Sau đó, một nhóm các nhà thám hiểm con người đến thăm động vật hoang dã, bao gồm Giáo sư Archimedes Porter, con gái ông Jane và thợ săn hộ tống Clayton của họ. Jane bày tỏ tình cảm lãng mạn với Tarzan sau khi được một đàn khỉ đầu chó giải cứu. Jane giới thiệu Tarzan với những người còn lại trong nhóm thám hiểm tại trại căn cứ của họ, bất chấp sự phản đối của Kerchak. Nhóm khám phá dạy Tarzan cách nói đúng ngôn ngữ của con người, điều này như một lời nhắc nhở cho những người lớn lên như những đứa trẻ hoang dã.
Khi con tàu của nhà thám hiểm quay trở lại bến tàu, Jane và những nhà thám hiểm khác thuyết phục Tarzan đi cùng họ đến Anh. Đêm trước khi con tàu khởi hành, Tarzan đến thăm ngôi nhà trên cây bị tàn phá, ngắm nhìn bức ảnh của cha mẹ đã khuất của mình, trong khi những con vật ở lại để từ biệt. Thời điểm Tarzan ở trên tàu, Clayton tiết lộ ý định thực sự của mình khi triệu tập một nhóm tay sai để bắt Tarzan và giam anh ta trong thân tàu. Khi Tarzan hét lên một tiếng nổi loạn, các loài động vật đáp lại bằng cách lao tới con tàu và giải cứu Tarzan. Nhưng không lâu sau, Clayton và tay sai của hắn truy đuổi Tarzan và các loài động vật trong rừng, phát động một cuộc tấn công tổng lực. Clayton rút súng, làm Kerchak bị trọng thương và truy đuổi Tarzan về phía tán cây phía trên. Trong lúc hỗn loạn sau đó, Clayton vung dao cắt dây leo cho đến khi bị dây leo vướng vào và ngã xuống. Tarzan sống sót, nhưng Clayton thì không vì anh ta bị dây leo quấn cổ ở vùng cổ.
Khi Clayton bị loại khỏi cuộc chơi, những tay sai còn lại rút lui, và những người khác nhìn về phía Kerchak, người đã chết sau khi bị Clayton bắn. Đến sáng hôm sau, con tàu khởi hành, nhưng Jane và cha cô Archimedes quyết định ở lại và tận hưởng cuộc sống mới trong rừng cùng Tarzan.

## Diễn viên lồng tiếng
- Tony Goldwyn vai Tarzan

- Alex D. Linz vai Tarzan lúc nhỏ

- Minnie Driver vai Jane Porter
- Glenn Close vai Kala
- Lance Henriksen vai Kerchak
- Brian Blessed vai Cecil Clayton
- Nigel Hawthorne vai Giáo sư Archimedes Q. Porter
- Rosie O'Donnell vai Terk
- Wayne Knight vai Tantor

- Taylor Dempsey vai Tantor lúc nhỏ

- Mickie McGowan vai mẹ của Terk
- Jim Cummings vai nhiều nhân vật

## Đối chiếu giữa phim và tiểu thuyết
Có nhiều chi tiết trong phim không giống với câu chuyện trong cuốn tiểu thuyết của Edgar Rice Burroughs. Cụ thể trong truyện, Tantor là một con voi đực già bị những cư dân trong khu rừng ghét bỏ, Sabor là một con sư tử cái còn Terkoz là một con khỉ đực. Và chính Kerchak giết cha mẹ của Tarzan chứ không phải Sabor. Các nhà sản xuất quyết định thay đổi không chỉ giúp khán giả cảm thông hơn với Kerchak mà còn khẳng định một sự thực từng được khoa học chứng minh, đó là khỉ đột không bao giờ nổi nóng và trở nên hung dữ.

## Chuyện hậu trường
Câu chuyện về Tarzan từng được dựng thành phim và hoạt hình rất nhiều lần trong lịch sử ngành điện ảnh. Trong bảng xếp hạng phim được chuyển thể từ tiểu thuyết, Tarzan chỉ đứng sau Dracula. Đây là tác phẩm hoạt hình dài thứ 37 của Walt Disney. Hãng đã áp dụng thành công kỹ thuật mới "Deep Canvas" để lồng hình ảnh nhân vật 2D vẽ tay vào khung hình nền 3D.
Không chỉ xuất sắc với hình ảnh tuyệt đẹp, Tarzan còn mang đến cho khán giả những tác phẩm âm nhạc đỉnh cao. Câu chuyện cảm động về tình mẫu tử trong Tarzan đã trở nên xúc động hơn khi đi kèm với ca khúc chính của phim You’ll Be in My Heart. Ca khúc này mang về một tượng vàng giải Oscar, một Quả Cầu Vàng (Golden Globe) cho Phil Collins năm 2000. Album chứa toàn bộ nhạc nền của phim cũng giành giải Grammy năm đó với danh hiệu Album Soundtrack hay nhất. Ngoài ra, cuộc phiêu lưu của cậu bé rừng xanh Tarzan cũng giành được rất nhiều giải thưởng điện ảnh khác như ASCAP Film and Television Music Awards, Annie Awards, BMI Film & TV Awards, Bogey Awards (của Đức), Casting Society of America, Golden Screen (của Đức) và Kid’s Choice Awards.